# Camilla Lucerna
Camilla Lucerna (alias: Kamila Lucerna, pseudonimi: Camilla Leonhard, Camilla Milović; Riva del Garda, 24. lipnja 1868. – Zagreb, 15. lipnja 1963.), bila je austrijska i hrvatska književnica,  filologica, povjesničarka književnosti i prevoditeljica.

## Životopis

### Obitelj
Roditelji su joj bili c. i k. auditor i pravni savjetnik Johann Lucerna i njegova supruga Maria rođ. Scheuchenstuel. Djetinjstvo je provela u dvorcu Falkenburg / Wolfnitzhal. U mladosti je posjetila Hrvatsku (Plitvička jezera i dalmatinsku obalu).

### Obrazovanje
U Klagenfurtu je od 1876. pohađala osnovnu školu pa Preparandiju, koju je završila 1894., te je ondje 1889. kao privatistica stekla diplomu učiteljice pučke škole. Istodobno je od 1889. do 1907. studirala germanistiku i slavistiku u Beču (u R. Heinzela i V. Jagića), odnosno Zagrebu (u Gj. Arnolda, F. Markovića i I. Kršnjavoga).

### Nastavna djelatnost
Od 1892. zaposlila se kao predavačica njemačkoga i francuskoga u privatnoj školi Franziske Kubelke u Zagrebu, pa od 1894. na Višoj djevojačkoj školi u Gospiću. Ondje se povezala, među ostalima, s pjesnikom Budom Budisavljevićem, uz čiju je pomoć poboljšala svoje znanje hrvatskog jezika, tako da je već 1896. objavila prvu svoju dramu na hrvatskome Tko je kriv?. Od 1895. do 1919. radila je kao profesorica njemačkog jezika (kasnije i kao školska savjetnica)  u Djevojačkom liceju u Zagrebu.

### Književni rad
Od 1919. je umirovljena, te je nastavila privatno poučavati i baviti se filološkim znanstvenim istraživanjima. Istodobno je pisala i objavljivala na njemačkome i na hrvatskome.
U zagrebačkome Hrvatskome narodnom kazalištu izvedene su njezine drame Na ruševinama (1898.) i Jedinac (1904.). Napisala je libreto za operu Zlatorog, koju je skladao njezin brat Eduard Lucerna.
Pisala je slavističko-germanističke komparativne studije u duhu formalističke estetike Franje Markovića, oglede, glazbene, glumišne i književne  kritike te pjesme. Osobito se bavila djelom Johanna Wolfganga Goethea i usmenim tradicionalnim stvaralaštvom. Među hrvatskim piscima čija je djela prevodila na njemački su Marko Marulić, Petar Hektorović, Petar Preradović, Ivan Mažuranić, August Šenoa, Ivana Brlić-Mažuranić, Ivo Vojnović, Dinko Šimunović itd.
Potkraj života je surađivala u Krležinu i Ujevićevu Jugoslavenskome leksikografskom zavodu pišući za Enciklopediju Jugoslavije.

### Ostavština
Spisi Camille Lucerne sačuvani su većim dijelom u zagrebačkoj Nacionalnoj i sveučilišnoj knjižnici te u Knjižnici zagrebačkoga Filozofskog fakulteta.

## Djela (izbor)
- Tko je kriv?, drama u pet činova, Vijenac, Zagreb (1896.)
- Zlatorog (lirska drama u tri čina), uglazbio Eudard Lucerna, Klagenfurt (1900.)
- Die südslavische Ballade von Asan Agas Gattin und ihre Nachbildung durch Goethe, München (1905.)
- Studienblätter zur kroatischen und serbischen Literatur, Zagreb (1909. – 1911.)
- Das Märchen : Goethes Naturphilosophie als Kunstwerk, Leipzig  (1910.)
- Die letzte Kaiserin von Trapezunt in der südslawischen Dichtung , Sarajevo (1912.)
- Asseneth. Eine apokryphe Erzählung aus den Werdezeiten des Christentums, Wien (Beč, 1921.)
- Gradja za studiju o apokrifu. Život i ispovijedanje Asenete, Zagreb (1921.)
- Das Balladendrama der Südslaven, Leipzig  (1923.)
- Balladen der „Unbekannten“ : Studienblättchen zur kroatischen Volkspoesie, Zagreb (1943.)

## Priznanja
- 1911. – Zlatna kolajna kralja Nikole I.,  Cetinje
- 1932. – Srebrna medalja Njemačke akademije, München
- 1955. – Goetheova medalja Goethe-Instituta, München